# 豪哈省
豪哈省（西班牙語：Provincia de Jauja）是秘魯的省份，位於該國中部胡寧大區，首府在豪哈，始建於1533年10月，面積3,749平方公里，海拔高度3,336米，2007年人口92,053，人口密度每平方公里24人。